# Besleria ovoidea
Besleria ovoidea är en tvåhjärtbladig växtart som beskrevs av Conrad Vernon Morton. Besleria ovoidea ingår i släktet Besleria och familjen Gesneriaceae. Inga underarter finns listade i Catalogue of Life.